# Nick Searcy
Pour les articles homonymes, voir Searcy.
Nick Searcy, né le 7 mars 1959 à Cullowhee, en Caroline du Nord, est un acteur américain.

## Biographie

### Vie privée
Il est marié à l'actrice Leslie Riley. Ils ont deux enfants, Chloe et Omar Searcy.

## Filmographie

### Cinéma

#### Longs métrages
- 1990 : Jours de tonnerre (Days of Thunder) de Tony Scott : Un policier
- 1991 : Beignets de tomates vertes (Fried Green Tomatoes) de Jon Avnet : Frank Bennett
- 1991 : Le prince des marées (The Prince of Tides) de Barbra Streisand : Un homme à la fête
- 1992 : Love Field de Jonathan Kaplan : Un agent du FBI
- 1993 : Le Fugitif (The Fugitive) d'Andrew Davis : Shérif Rawlins
- 1993 : L'Affaire Karen McCoy (The Real McCoy) de Russell Mulcahy : Roy Sweeney
- 1993 : Le Château de cartes (House of Cards) de Michael Lessac : Un ouvrier
- 1994 : Nell de Michael Apted : Todd Peterson
- 1994 : À chacun sa guerre (The War) de Jon Avnet : John Ray Wilkens
- 1994 : Desert Winds de Michael A. Nickles : Un homme
- 1996 : A Step Toward Tomorrow de Deborah Reinisch : Jim
- 2000 : Seul au monde (Cast Away) de Robert Zemeckis : Stan
- 2000 : Tigerland de Joel Schumacher : Capitaine Saunders
- 2002 : Photo Obsession (One Hour Photo) de Mark Romanek : Le réparateur
- 2002 : The Angel Doll d'Alexander Johnston : Colonel Brandeis
- 2003 : Le Maître du jeu (Runaway Jury) de Gary Fleder : Doyle
- 2003 : Président par accident (Head of State) de Chris Rock : Brian Lewis
- 2004 : The Assassination of Richard Nixon de Niels Mueller : Tom Ford
- 2004 : The Last Summer de Jonathan Landau : Mr Black
- 2005 : Mall Cop de David Greenspan : White Wedding
- 2005 : Neighborhood Watch de Graeme Whifler : Adrien Trumbull
- 2006 : The Dead Girl de Karen Moncrieff : Carl
- 2006 : Flicka de Michael Mayer (en) : Norbert Rye
- 2007 : An American Crime de Tommy O'Haver : Lester Likens
- 2007 : The Comebacks de Tom Brady : Mr Truman
- 2007 : Welcome to Paradise de Brent Huff : Révérend Ellington
- 2007 : Timber Falls de Tony Giglio : Clyde
- 2008 : XII de Michael A. Nickles : Député Kent
- 2009 : L'Abominable Vérité (The Ugly Truth) de Robert Luketic : Stuart
- 2009 : Cold Storage de Tony Elwood : Clive
- 2010 : La Dernière Chanson (The Last Song) de Julie Anne Robinson : Tom Blakelee
- 2010 : Blood Done Sign My Name de Jeb Stuart : Robert Teel
- 2011 : Le Stratège (Moneyball) de Bennett Miller : Matt Keough
- 2012 : Disparue (Gone) d'Heitor Dhalia : Mr Miller
- 2016 : The Sweet Life de Rob Spera : Le shérif
- 2016 : Greater de David L. Hunt : Le fermier
- 2017 : Three Billboards : Les Panneaux de la vengeance (Three Billboards Outside Ebbing, Missouri) de Martin McDonagh : Père Montgomery
- 2017 : La Forme de l'eau (The Shape of Water) de Guillermo del Toro : Colonel Hoyt
- 2017 : Landline de Gillian Robespierre : Officier Don Garett
- 2018 : Legal Action de Brent Christy : Solomon "Ex" Clemons
- 2018 : La passion en héritage (Pistachio) d'Anna Elizabeth James : Chuck Former
- 2018 : Gosnell: The Trial of America's Biggest Serial Killer de lui-même : Mike Cohan
- 2018 : Hunter de David Tarleton : Volakas
- 2019 : The Best of Enemies de Robin Bissell : Garland Keith
- 2021 : Hotel Coppelia de José María Cabral : Thompson / Le Colonel
- 2021 : The Man from Nowhere de Matt Green : Herb
- 2022 : Terror on the Prairie de Michael Polish : Capitaine Miller
- 2023 : The Old Way de Brett Donowho : Marshall Jarre
- 2023 : The Warrant: Breaker's Law de Brent Christy : Colonel Dredge
- 2023 : Muzzle de John Stalberg Jr. : Capitaine Freeman
- 2023 : Police State de Debbie D'Souza, Dinesh D'Souza et Bruce Schooley : Un agent du FBI
- 2024 : Reagan de Sean McNamara : James Baker

#### Courts métrages
- 1985 : Killin' Time de Michael A. Nickles : Lee
- 2002 : Sightlines de Richard Gehron : David
- 2004 : The Lost Cause de Jim Taylor : CJ Krieger
- 2012 : Metamorphosis de David Michael Yohe : Peter Serling
- 2014 : Locker 212 de Matt Nunn : Mr Richards
- 2018 : The Carving de Bianca Crespo : Mr Crane
- 2023 : Shadow Brother Sunday d'Alden Ehrenreich : Bob

### Télévision

#### Séries télévisées
- 1992 : La Loi de Los Angeles (L.A. Law) : Pascal Keck
- 1992 : Les Ailes du destin (I'll Fly Away) : Agent Holt, FBI
- 1992 : Dans la chaleur de la nuit (In the Heat of the Night) : Stan
- 1993 : Lonesome Dove : La Loi des justes (Return to Lonesome Dove) : Raab
- 1994 : Une rue du tonnerre (Thunder Alley) : Brett
- 1995 : Double Rush : Le médecin des urgences
- 1995 - 1998 : American Gothic : Député Ben Healy
- 1996 : Nash Bridges : Vincent Mulroy
- 1997 : Demain à la une (Early Edition) : Robert Dankowski
- 1997 : Chicago Hope : La Vie à tout prix (Chicago Hope) : Eli
- 1998 : De la Terre à la Lune (From the Earth to the Moon) : Deke Slayton
- 1998 - 2001 : Sept jours pour agir (Seven Days) : Agent Nathan "Nate" Ramsey
- 1999 : Les Nouveaux Professionnels (CI5: The New Professionals) : Matthew
- 2003 : Les Experts : Miami (CSI: Miami) : Jack Seeger
- 2003 : Lucky : Jackson Linkletter
- 2003 : Le Protecteur (The Guardian) : Paul Nystron
- 2003 : À la Maison-Blanche (The West Wing) : Nate Singer
- 2004 - 2008 : Rodney : Barry
- 2005 - 2006 : Les Experts (CSI: Crime Scene Investigation) : Sheriff Burdick
- 2007 : American Wives : Mr Craddock
- 2007 : NCIS : Enquêtes spéciales (NCIS) : Joseph Barnes
- 2007 : Esprits criminels (Criminal Minds) : Détective Jordan
- 2008 : Boston Justice : Harry Beckham
- 2008 : The Riches : L'agent de sécurité
- 2008 - 2009 : Easy Money : Roy Buffkin
- 2009 : FBI : Portés disparus (Without a Trace) : Wayne Vogel
- 2009 : Lie to Me : Mr Donnelly
- 2010 : Mentalist (The Mentalist) : Sheriff Andy Burnside
- 2010 - 2011 : Svetlana : Buster Devereaux
- 2010 - 2015 : Justified : Art Mullen, Shérif United States Marshal
- 2013 : Archer : Un agent de patrouille à la frontière (voix)
- 2013 : Mom : Nathan
- 2013 : NTSF:SD:SUV : Gary
- 2013 / 2015 : Hot in Cleveland : Burkhalter, le gardien / Chef Barker
- 2014 : Intelligence : Général Greg Carter
- 2014 : Hawaii 5-0 (Hawaii Five-0) : Ned Burrows
- 2014 : Les Enfants du péché (The Dollanganger Saga) : Dr Reeves
- 2015 : Key & Peele : Un policier
- 2015 : To Appomattox : Joseph E. Johnston
- 2016 : 22.11.63 (11.22.63) : Dak Simmons
- 2018 : Chicago Med : Jerome Farris
- 2018 : L'arme fatale (Lethal Weapon) : Ray
- 2018 : The Ranch : Frank
- 2019 : 9-1-1 : Père Jameson
- 2019 : The Hot Zone : Frank Mays
- 2019 : Unbelievable : Détective Harkness
- 2020 : Manhunt : Sheriff Thompson
- 2024 : Un couple parfait (The Perfect Couple) : Carl, adjoint du shérif

#### Téléfilms
- 1990 : Unspeakable Acts de Linda Otto : Un père
- 1991 : Wife, Mother, Murderer de Mel Damski : Don
- 1991 : Obsession coupable (Nightmare in Columbia County) de Roger Young : Sherrif McCarty
- 1991 : L'ombre du passé (White Lie) de Bill Condon : Un policier
- 1992 : Black Magic de Daniel Taplitz : Un homme
- 1993 : Sous la menace d'un père (Deadly Relations) de Bill Condon : Détective Gorman
- 1993 : A Mother's Right: The Elizabeth Morgan Story de Linda Otto : Rob Morgan
- 1993 : Mercenaire par amour (When Love Kills: The Seduction of John Hearn) de Larry Elikann : Votel
- 1994 : Roswell, le mystère (Roswell) de Jeremy Kagan : Mortician
- 1994 : In the Best of Families: Marriage, Pride & Madness de Jeff Bleckner : Brian Butler
- 1995 : Stolen Innocence de Bill L. Norton : John Sapp
- 1997 : Perfect Crime de Robert Michael Lewis : Robert Russell
- 1998 : Des fleurs pour Sarah (About Sarah) de Susan Rohrer : Johnny
- 2002 : Double équipe (Double Teamed) de Duwayne Dunham : Larry Burge
- 2014 : Les Enfants du péché : Nouveau Départ (Petals on the Wind) de Karen Moncrieff : Dr Reeves

## Voix françaises
- Philippe Vincent[2]  dans Beignets de tomates vertes
- Philippe Peythieu dans  Le Fugitif
- Guy Chapellier dans L'Affaire Karen McCoy
- Pierre Laurent dans Seul au monde
- Philippe Catoire dans Tigerland
- Jean-Claude De Goros dans Le Maître du jeu
- Michel Prud'homme dans Président par accident
- Jean-François Vlérick dans The Dead Girl
- Christian Pélissier dans Le Stratège
- Thierry Murzeau dans  Disparue
- Jean Roche dans American Gothic
- Michel Tureau dans Sept jours pour agir
- Alain Choquet dans Justified
- Philippe Ariotti[2] dans Boston Justice
- Michel Laroussi[2] dans 22.63.11
- Michel Dodane[2] dans La Forme de l'eau
- Patrick Raynal[2] dans Three Billboards : Les Panneaux de la vengeance

|  |